# Rogerinho
Rogerinho, właśc. Rogério Miranda Silva (ur. 24 grudnia 1984 w Paragaminas-PA) – brazylijski piłkarz grający na pozycji ofensywnego pomocnika. Obecnie występuje w Al Wasl Club.